# Team Spirit
Il Team Spirit (in italiano Spirito di squadra) è stato un esercizio congiunto di addestramento militare delle forze militari degli Stati Uniti d'America e della Corea del Sud tenutosi tra il 1976 e il 1993. 
Fra il 1994 ed il 1996 l'esercizio venne previsto ma annullato ogni anno per incoraggiare il dialogo con il governo della Corea del Nord e disattivare il programma nucleare. 
Nel 1997 il programma è ripreso con il nome di "Reception, Staging, Onward Movement and Integration of Forces" (RSOI). Dal 2008 ha invece il nome di Key Resolve. Il regime Nordcoreano ha sempre osteggiato questo tipo di esercitazioni, dichiarando che si tratta di giochi di guerra volti a preparare l'invasione della Corea del Nord.